# 우류정

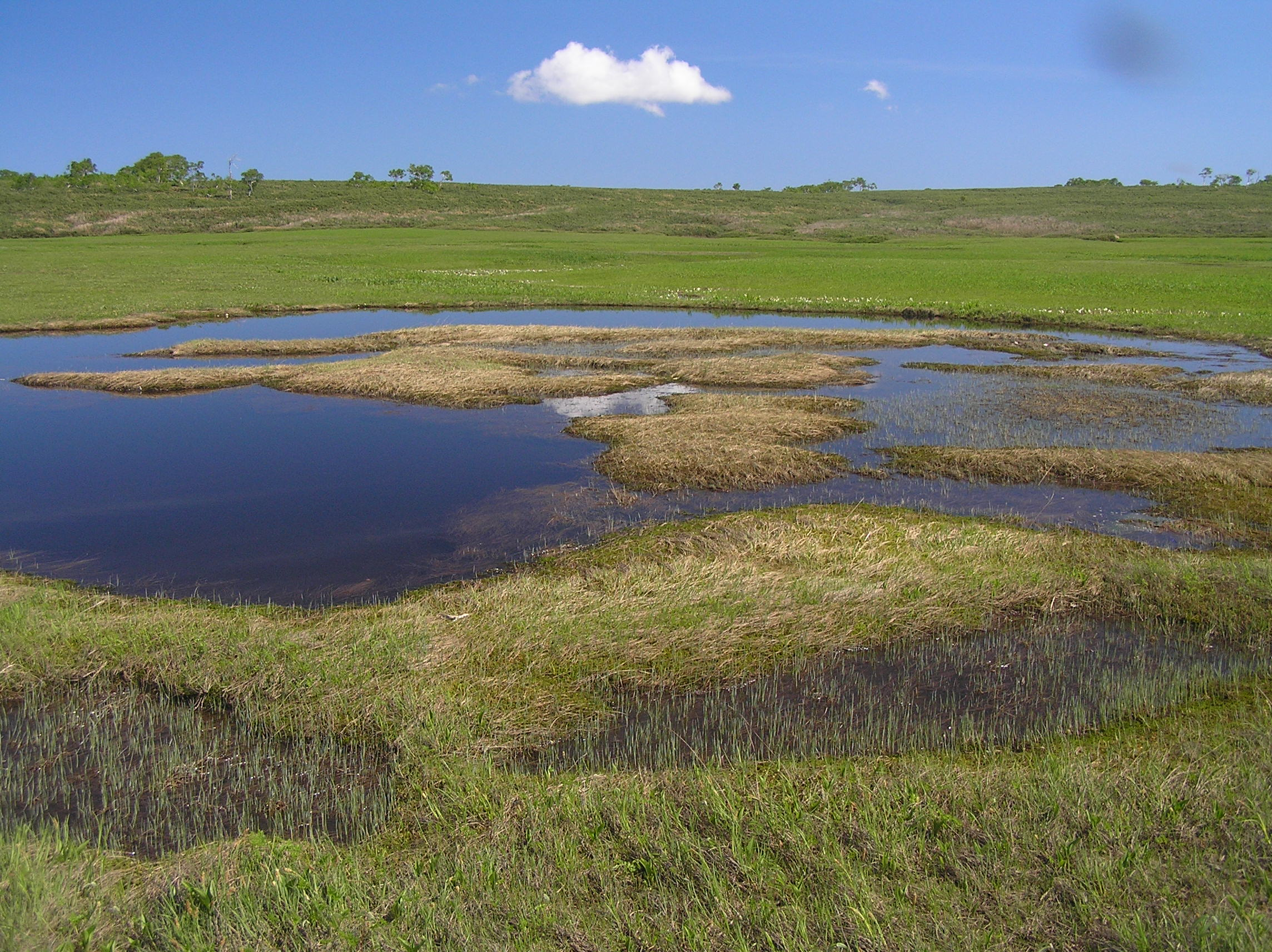
우류누마 습원

우류정(일본어: 雨竜町)은 일본 홋카이도 소라치 종합진흥국 관내에 있는 정이다. 쇼칸베쓰산 동쪽에 있는 우류누마 습원이 유명하다.

## 지리
홋카이도 소라치 종합진흥국 관내 북부, 이사카리 평야 북단, 우류 평야 북부에 위치하고 우류강 우안에 시가지가 있으며 주변부에는 논이 펼쳐진다.

### 인접한 자치체
- 소라치 종합진흥국
  - 다키카와시
  - 우류군 호쿠류정, 모세우시정, 신토쓰카와정

- 루모이 진흥국
  - 마시케군 마시케정

## 역사
- 1892년 - 우류촌(현재의 우류정·호쿠류정·누마타정·호로카나이정의 범위)이 설치되었다.
- 1915년 - 우류촌이 2급 정촌제를 시행하였다.
- 1923년 - 호쿠류촌(현재의 호쿠류정·누마타정·호로카나이정)이 우류촌에서 분리되었다.
- 1961년 - 정으로 승격해 우류정이 되었다.

## 교통

### 도로
- 국도 275호선